# Cadillac BLS
Cadillac BLS – samochód osobowy klasy średniej produkowany pod amerykańską marką Cadillac w latach 2005 – 2010.

## Historia i opis modelu

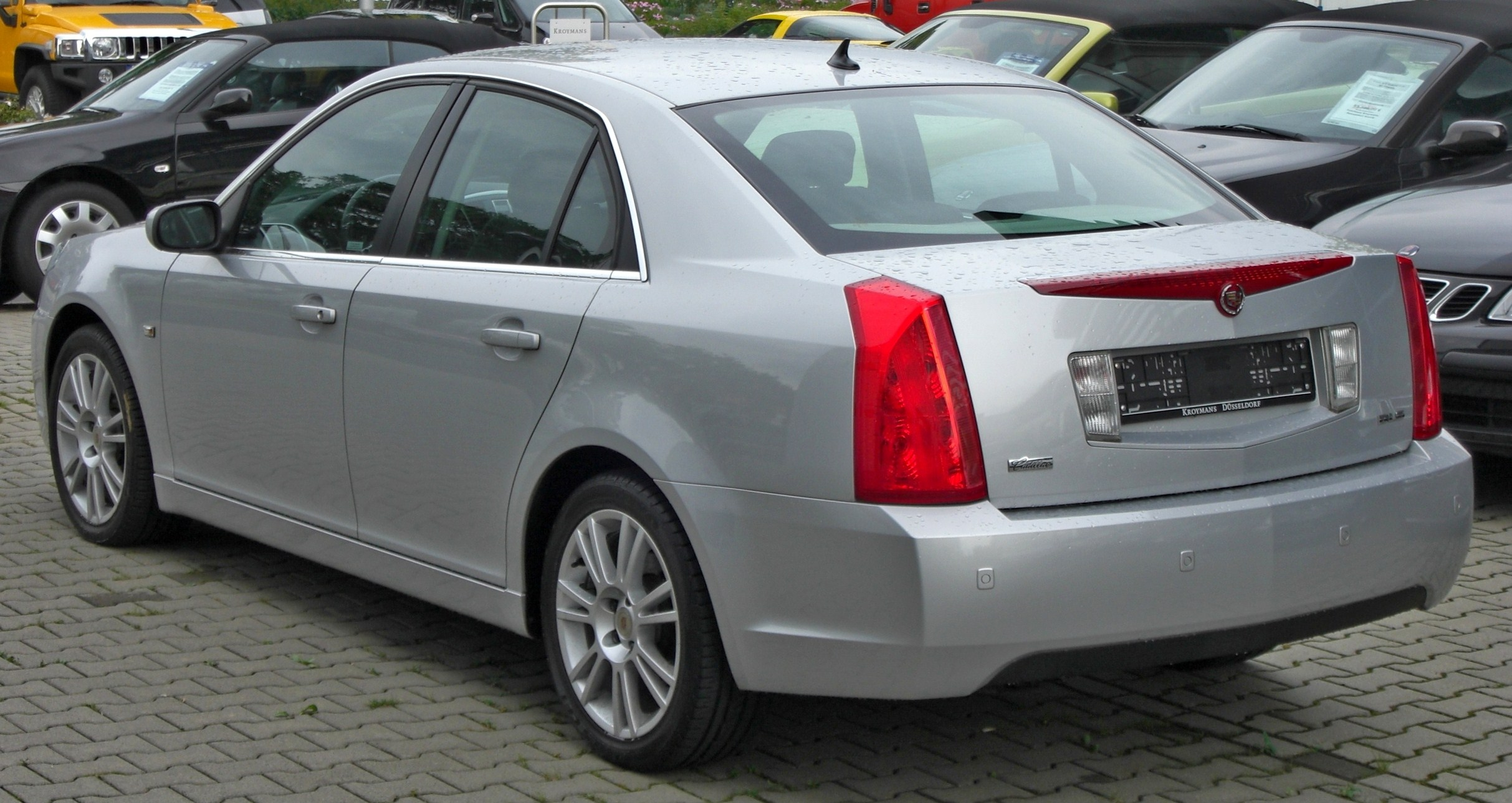
Cadillac BLS - tył

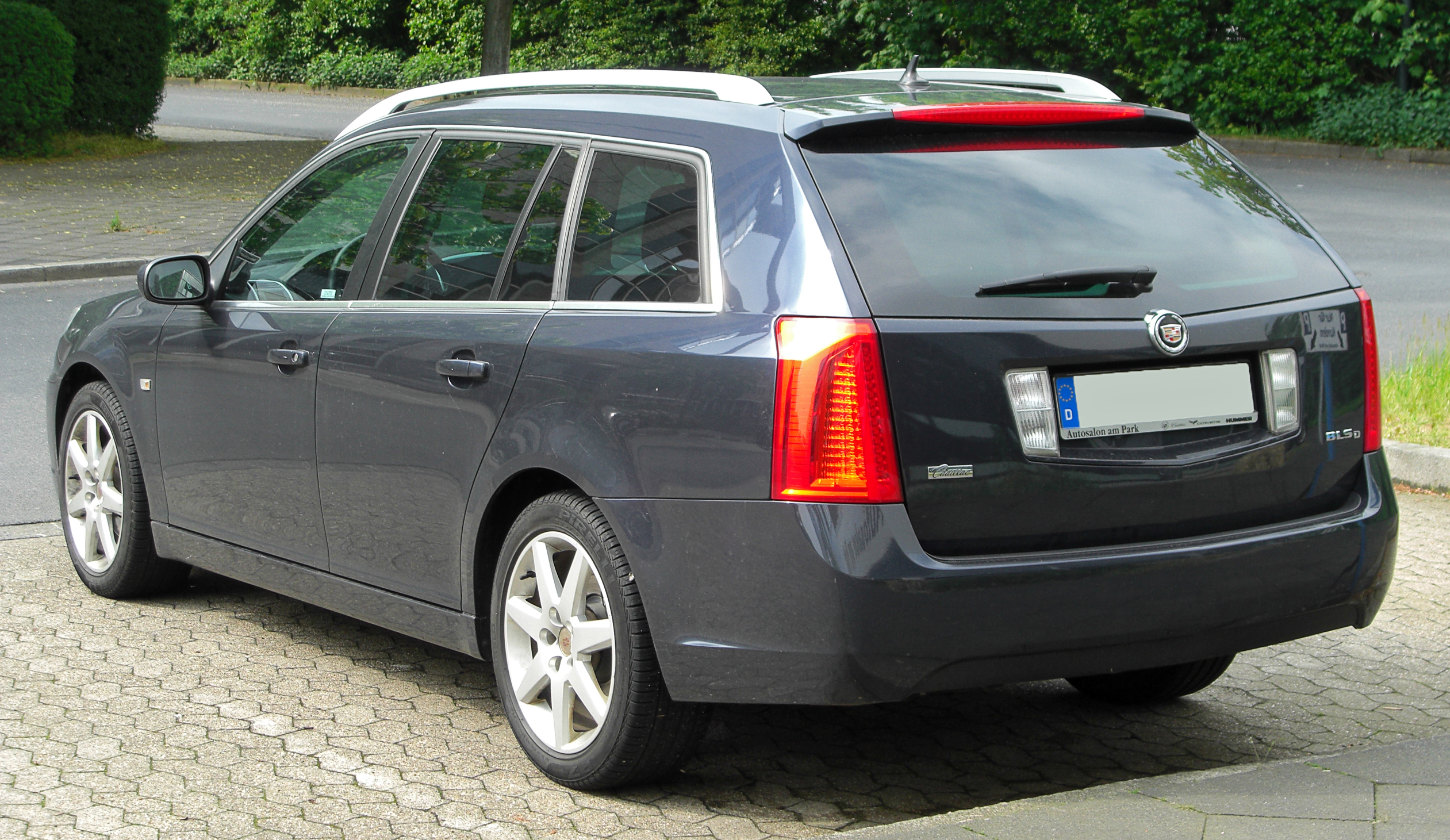
Cadillac BLS Kombi

W marcu 2005 roku na salonie motoryzacyjnym w Genewie zaprezentowano studyjny model o oznaczeniu Cadillac BLS. Oficjalna premiera wersji seryjnej miała miejsce we wrześniu 2005 roku na salonie we Frankfurcie nad Menem. Konstrukcja modelu oparta została na bazie platformy podłogowej o oznaczeniu Epsilon, która wykorzystana została do opracowania m.in. samochodów Chevrolet Malibu, Fiat Croma, Opel Vectra, Opel Signum oraz Saab 9-3 z którym auto ma niemal identyczne wnętrze. Od modelu 9-3 przejęto zestaw zegarów, kierownicę oraz dźwignię skrzyni biegów i hamulca ręcznego, a także wykończenie drzwi i bagażnika. Środkowa część deski rozdzielczej została zaprojektowana od nowa. Stacyjka została przeniesiona z okolic dźwigni zmiany biegów pod kolumnę kierownicy. 
Produkcja Cadillaca BLS rozpoczęta została na początku 2006 roku w zakładach firmy Saab w Trollhättan w Szwecji. Początkowo do napędu auta zastosowano trzy jednostki benzynowe oraz jedną wysokoprężną: 2.0T o pojemności skokowej 1998 cm³ i mocy 175 KM lub 210 KM, 2.8T V6 o pojemności skokowej 2792 cm³ i mocy 255 KM oraz 1.9 TiD o pojemności 1910 cm³ i mocy 150 KM. Przednie zawieszenie pojazdu oparte zostało na kolumnach MacPhersona oraz amortyzatorach gazowych. Z tyłu zastosowano oś wielowahaczową oraz sprężyny śrubowe. 

### BLS Wagon
Podczas salonu motoryzacyjnego we Frankfurcie nad Menem we wrześniu 2007 roku zaprezentowano Cadillaca BLS Wagon w wersji nadwoziowej typu kombi. Model ten wprowadzony został do sprzedaży w listopadzie 2007 roku. W tym samym okresie do oferty dołączyły nowe wersje silnikowe: 2.0T FlexPower o mocy 200 KM zasilaną bioetanolem oraz wysokoprężny silnik 1.9 TTiD o mocy 180 KM. Przy okazji rozszerzono dystrybucję pojazdu na rynki bliskowschodnie, Meksyk, Koreę Południową oraz RPA.

### Koniec produkcji
Produkcję modelu Cadillac BLS zakończono w sierpniu 2009 roku ze względu na niewielkie zainteresowanie. Produkcję przejął rosyjski koncern Avtotor, który produkował auto do 2010 roku.

### Wersje wyposażeniowe
- Business
- Elegance
- Sport
- Sport Luxury
- Executive

Wyposażenie standardowe pojazdu to m.in. elektryczne sterowanie szyb, elektryczne sterowanie lusterek, wielofunkcyjną kierownicę, klimatyzacja, alufelgi, komputer pokładowy, tempomat, ABS, ESP, 6 poduszek powietrznych, radio CD z 6 głośnikami oraz AUX, aktywne zagłówki, czujniki parkowania, światła przeciwmgłowe oraz analogowy zegarek na konsoli centralnej i drewniane wykończenia. Opcjonalnie auto wyposażyć można było w m.in. układ wspomagania tyłu pojazdu, nagłośnienie firmy BOSE wyposażone w 9 głośników i zmieniarkę płyt, skórzaną tapicerkę oraz nawigację satelitarną z dotykowym ekranem oraz odtwarzaczem DVD i dwustrefową automatyczną klimatyzację, elektrycznie składane i samo przyciemniające się lusterka zewnętrzne, fotochromatyczne lusterko wewnętrzne, elektrycznie sterowany szyberdach, czujnik deszczu, podgrzewane i elektrycznie regulowane fotele przednie w 8 płaszczyznach z pamięcią ustawień fotela kierowcy, reflektory biksenonowe z AFL, uniwersalny system głośnomówiący z Bluetooth.

### Silniki
| Silnik                | Pojemność skokowa [cm³] | Moc maksymalna [KM] ([kW]) przy obr./min | Maks. moment obrotowy [Nm] przy obr./min | Układ i liczba cylindrów | Układ rozrządu/ liczba zaworów | Przyśpieszenie (s) 0-100 km/h | Prędkość maksymalna km/h | Spalanie (l/100km) miasto/trasa/średnio | Lata produkcji     |
| Silniki benzynowe:    | Silniki benzynowe:      | Silniki benzynowe:                       | Silniki benzynowe:                       | Silniki benzynowe:       | Silniki benzynowe:             | Silniki benzynowe:            | Silniki benzynowe:       | Silniki benzynowe:                      | Silniki benzynowe: |
| --------------------- | ----------------------- | ---------------------------------------- | ---------------------------------------- | ------------------------ | ------------------------------ | ----------------------------- | ------------------------ | --------------------------------------- | ------------------ |
| 2.0T                  | 1998                    | 175 (129)/5500                           | 265/2500                                 | R4                       | DOHC/16                        | 8,7 (8,8)                     | 220 (215)                | 11,2/6,3/8,2 (11,5/6,4/8,3)             | 2006-2009          |
| 2.0T FlexPower        | 1998                    | 200 (147)/5500                           | 300/2500                                 | R4                       | DOHC/16                        | 8,1 (8,2)                     | 230 (225)                | 11,5/6,4/8,3 (11,5/6,4/8,3)             | 2007-2009          |
| 2.0T                  | 1998                    | 210 (154)/5300                           | 300/3800                                 | R4                       | DOHC/16                        | 7,7 (7,8)                     | 235 (220)                | 12,0/6,4/8,5                            | 2006-2009          |
| 2.8T V6               | 2792                    | 255 (188)/5500                           | 350/1800                                 | V6                       | DOHC/24                        | 6,7 (7,4)                     | 250 (240)                | 15,4/7,1/10,2 (16,2/7,7/10,6)           | 2006-2009          |
| Silniki wysokoprężne: |                         |                                          |                                          |                          |                                |                               |                          |                                         |                    |
| 1.9 TiD               | 1910                    | 150 (110)/4000                           | 320/2000                                 | R4                       | DOHC/16                        | 9,5 (10,4)                    | 210 (200)                | 8,1/4,9/6,1                             | 2006-2009          |
| 1.9 TTiD              | 1910                    | 180 (132)/4000                           | 400/1850                                 | R4                       | DOHC/16                        | 8,7 (9,1)                     | 220 (215)                | 7,6/4,6/6,3 (7,8/4,8/6,5)               | 2007-2009          |

Dane dla wersji nadwoziowej sedan, w nawiasach dla wersji kombi